# Adolf Aronheim (Fußballspieler)
Adolf Aronheim (* 7. Mai 1881 in Braunschweig; † 4. Mai 1943 ebenda) war ein deutscher Fußballspieler bei Eintracht Braunschweig.

## Leben
Aronheim war eines von vier Kindern der Eheleute Helene Oppenheimer und Max Aronheim. Benannt wurde er nach seinem Großvater väterlicherseits, dem Juristen Adolf Aronheim. Dieser war der erste jüdische Rechtsanwalt in Braunschweig und erste jüdische Abgeordnete in der Braunschweigischen Landesversammlung.
Wenige Monate nach der Gründung des Fußball- und Cricket Clubs Eintracht 1895 Braunschweig am 15. Dezember 1895 trat Aronheim in den Verein ein. Erstmalige Erwähnung fand er in der Vereinschronik im Spielbericht vom 29. September 1901, als er mit der ersten Mannschaft auf dem Leonhardplatz – als Linksaußen eingesetzt – dem Magdeburger FC Viktoria 1896 mit 1:5 unterlag. Am 25. März 1903 wurde er in den Vorstand des Vereins gewählt. Vereinsgeschichte schrieb Aronheim am 29. März 1905, als er gemeinsam mit 25 weiteren Eintracht-Mitgliedern den Bau des ersten eigenen Sportplatzes an der Helmstedter Straße beschloss, der am 8. Oktober 1905 eingeweiht wurde. Zur Finanzierung des kleinen Stadions war die Aufnahme eines Kredits in Höhe von 5000 Mark erforderlich; in gleicher Höhe waren Bürgschaftsübernahmen durch die Mitglieder zu leisten. Den größten Anteil in Höhe von 3600 Mark übernahm Aronheim seinerzeit, die restlichen 1400 Mark teilten sich sechs weitere Mitglieder. Aronheim war aber nicht nur Vorstandsmitglied und Bürge des Vereins, er übte auch das Amt des Platzwartes (1908/09) aus, war Spielführer der dritten Mannschaft und spielte noch 1925 bei den Alten Herren. Bis in die 1920er Jahre meldete er sich bei den Mitgliederversammlungen des Vereins regelmäßig zu Wort.
Aronheim war Ingenieur. Er diente im Ersten Weltkrieg als Soldat und wurde 1915 an der Ostfront schwer verwundet. Er wurde mit dem Eisernen Kreuz II. Klasse, dem Braunschweigischen Kriegsverdienstkreuz und dem Ehrenkreuz für Frontkämpfer ausgezeichnet.

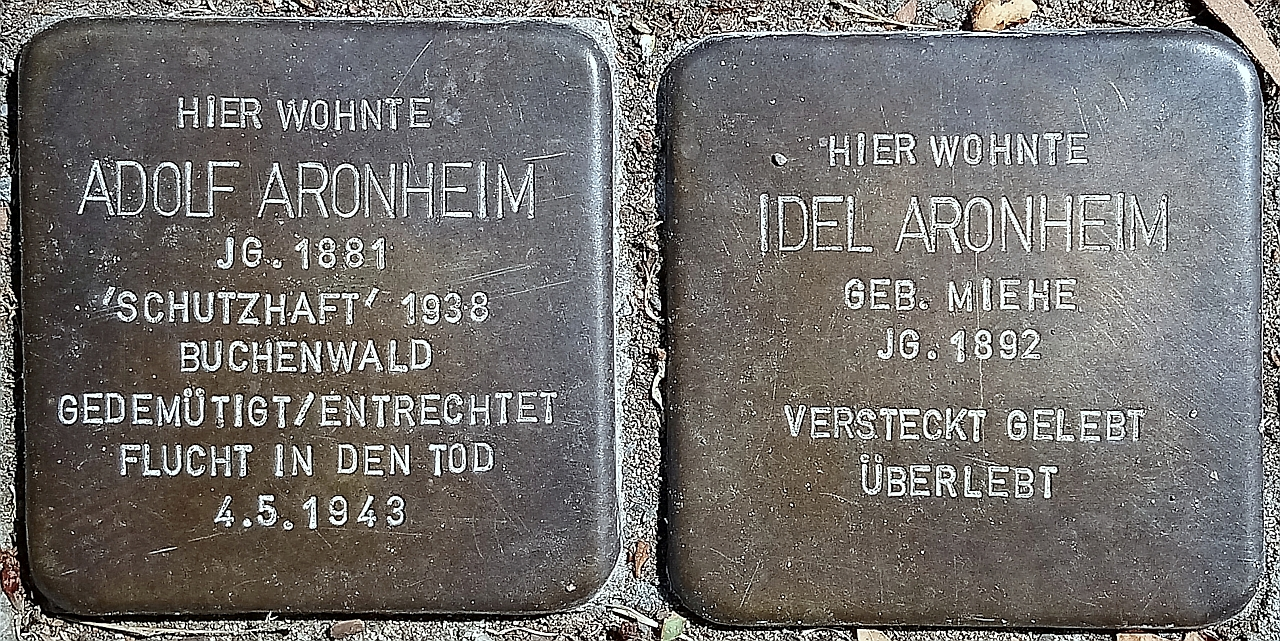
Stolpersteine für Adolf und Idel Aronheim vor ihrem letzten Wohnsitz Inselwall 4.

Er war Konvertit und seit 1921 mit der Christin Lucie Else Ida (genannt Idel) Miehe (* 8. Mai 1892) aus Königslutter verheiratet. Aufgrund seiner jüdischen Abstammung wurde Aronheim, wie viele andere am 10. November 1938, im Zuge der Novemberpogrome im KZ Buchenwald inhaftiert und Mitte Dezember entlassen. Unmittelbar vor seiner Deportation in das KZ Theresienstadt am 4. Mai 1943, setzte er seinem Leben durch die Einnahme von Gift ein Ende. Am 10. Mai 1943 wurde er auf dem evangelischen Hauptfriedhof Braunschweig bestattet, nachdem sein Leichnam eingeäschert worden war.
An seinem letzten frei gewählten Wohnsitz in Braunschweig, Inselwall 4 (das ursprüngliche Wohnhaus wurde im Zweiten Weltkrieg zerstört), befindet sich ein Stolperstein zu seinem Gedenken; des Weiteren einer für seine Frau Idel sowie weitere für seine Mutter Helene, seinen jüngeren Bruder Walter und dessen Ehefrau Lilly.